# Ítala Nandi
Ítala Maria Helena Pellizzari Nandi (Caxias do Sul, 4 de junho de 1942) é uma atriz, produtora teatral e diretora teatral brasileira. É considerada uma das grandes damas do teatro brasileiro, com uma extensa carreira nos palcos iniciada em 1959.
Também é diretora da Escola Superior Sul-Americana de Cinema e TV (CINETV-PR).

## Biografia
Descendente de italianos, começou no teatro amador em sua cidade natal, participando de Um Gesto por Outro, de Jean Tardieu, em 1959, e A Cantora Careca, de Eugène Ionesco, no ano seguinte. Em 1960, integra um elenco semiprofissional, na montagem de O Despacho, texto e direção de Mário de Almeida, em Porto Alegre. Faz uma breve participação em O Beijo no Asfalto, de Nelson Rodrigues, na montagem de Fernando Torres para o Teatro dos Sete. Em 1962 muda-se para São Paulo, onde de integra, na condição de administradora, o Teatro Oficina. Sua estréia na companhia ocorre, inesperadamente, substituindo Rosamaria Murtinho em Quatro Num Quarto, de Valentin Kataev, grande sucesso de 1962. Assídua frequentadora das aulas de interpretação que Eugênio Kusnet promove no teatro, Ittala passa a integrar o elenco de estréia de Pequenos Burgueses, em 1963, sob direção de José Celso Martinez Corrêa para o texto de Máximo Gorki. Nas sucessivas remontagens, interpretou quatro diferentes papéis na peça. Pioneira do Teatro Oficina, também atuou em dezenas peças como Os Inimigos e O Rei da Vela, Galileu Galilei e Na Selva das Cidades, principalmente durante Regime Militar.
No cinema constituiu uma sólida carreira, atuando em diversos filmes, pelos quais recebeu vários prêmios nacionais internacionais, como a Palma de Ouro do Festival de Cannes, em 1972, pelo filme Pindorama, o Prêmio Moliére, em 1975, por sua atuação em Guerra Conjugal e a Coruja de Ouro, em 1976, pelo filme Os Deuses e os Mortos, todos na categoria Melhor Atriz. Foi indicada ao Urso de Prata de Melhor Atriz no Festival de Berlim, em 1974, pelo filme Sagarana, o Duelo. É uma das fundadoras do Festival de Gramado. Em 1982 estreou na direção cinematográfica, com  In Vino Veritas, documentário sobre a colonização italiana no sul do Brasil.
Estreou na televisão em 1964. Participou de inúmeras novelas em diversas emissoras, com especial destaque para sua tríplice atuação na novela Direito de Amar, exibida pela Rede Globo em 1987, onde viveu as personagens Joana, Bárbara e Nanette. Sua personagem Joana, a louca do sobrado, como ficou conhecida, era constantemente maltratada pelo vilão da trama, o Senhor de Monserrat, interpretado por Carlos Vereza, e sua atuação conquistou a crítica e o público. Posteriormente, fez a Madaleine em Pantanal pela Rede Manchete em 1990, mas saiu no meio da trama após se desentender com a direção da novela
. Foi então contratada pela Rede Record, onde atuou como a antagonista principal nas novelas Os Mutantes, Caminhos do Coração, Promessas de Amor, na minissérie Sansão e Dalila, em alguns episódios da série Milagres de Jesus  e no telefilme  Manual Prático da Melhor Idade.
Em 1989 publicou o livro Teatro Oficina, onde a arte não dormia, pela Editora Nova Fronteira e em 2010 lançou o romance futurista Os Sonhos de Vesta, indicado ao Prêmio de Literatura do Estado de São Paulo no mesmo ano. Em pesquisa de opinião desenvolvida em 1999 junto a 100 líderes comunitários de diferentes áreas por acadêmicos do Curso de Jornalismo da Universidade de Caxias do Sul, foi eleita uma das 30 Personalidades de Caxias do Sul — Destaques do Século XX.
Foi casada com o diretor teatral Fernando Peixoto e com o cineasta André Faria, com quem teve seu único filho, Giuliano Nandi Faria. É avó de Sofia, que nasceu em janeiro de 2010. Há cerca de 10 anos, após converter-se ao hinduísmo, adotou mais um "T" no nome, abandonando o nome de batismo Ítala e passando a assinar Ittala.
Como professora, por vários anos coordenou os Departamentos de Teatro, Cinema e TV da UniverCidade e da Universidade Estácio de Sá, ambas no Rio de Janeiro. Atualmente Ittala Nandi é coordenadora da Escola Superior Sul-Americana de Cinema e Televisão do Estado do Paraná (CINETVPR/FAP), uma instituição pública situada em Pinhais, com um projeto de ser uma universidade de cinema e televisão no padrão das instituições cubanas. Também é idealizadora e fundadora do Festival de Cinema do Paraná.

## Filmografia

### Televisão
| Ano  | Título                            | Personagem                              | Emissora      |
| ---- | --------------------------------- | --------------------------------------- | ------------- |
| 1964 | Melodia Fatal                     | Clarice                                 | TV Excelsior  |
| 1978 | O Pulo do Gato                    | Maristela                               | Rede Globo    |
| 1983 | Caso Especial                     | Beatriz (Episódio: "Mocinha e Bandido") | Rede Globo    |
| 1987 | Direito de Amar                   | Joana / Bárbara / Nanette               | Rede Globo    |
| 1989 | Que Rei Sou Eu?                   | Loulou Lion                             | Rede Globo    |
| 1990 | Mãe de Santo                      | Amanda / Filha de Oxumarê               | Rede Manchete |
| 1990 | Pantanal                          | Madeleine Braga Novaes                  | Rede Manchete |
| 1994 | 74.5 Uma Onda no Ar               | Iolanda                                 | Rede Manchete |
| 1994 | Você Decide                       | Eva                                     | Rede Globo    |
| 1996 | Colégio Brasil                    | Miss Daisy                              | SBT           |
| 1997 | A Justiceira                      | Marta                                   | Rede Globo    |
| 2003 | A Casa das Sete Mulheres          | Francisca                               | Rede Globo    |
| 2004 | Quem Vai Ficar com Mário?         | Ana Salgado Mota                        | Rede Globo    |
| 2005 | Prova de Amor                     | Maria Eduarda Martins Pena              | RecordTV      |
| 2007 | Caminhos do Coração               | Dr.ª Júlia Zaccarias                    | RecordTV      |
| 2008 | Os Mutantes - Caminhos do Coração | Dr.ª Júlia Zaccarias                    | RecordTV      |
| 2009 | Mutantes - Promessas de Amor      | Dr.ª Júlia Zaccarias                    | RecordTV      |
| 2011 | Sansão e Dalila                   | Zaira Herviláq                          | RecordTV      |
| 2013 | Dona Xepa                         | Madame Catherine Fontaine               | RecordTV      |
| 2014 | Manual Prático da Melhor Idade    | Zuleica                                 | RecordTV      |
| 2015 | Milagres de Jesus                 | Ilana (episodio: O Cego de Jericó)      | RecordTV      |

### Cinema
| Ano  | Título                           | Personagem                | Notas          |
| ---- | -------------------------------- | ------------------------- | -------------- |
| 1968 | O Bandido da Luz Vermelha        | Vítima                    |                |
| 1969 | América do Sexo                  | —                         |                |
| 1970 | Os Deuses e os Mortos            | Sereno                    |                |
| 1970 | Juliana do Amor Perdido          | Mãe de Juliana            |                |
| 1970 | O Ritual dos Sádicos             | —                         | [ 21 ]         |
| 1970 | Pindorama                        | Sofia                     |                |
| 1972 | Roleta Russa                     | Nina                      |                |
| 1972 | Prata Palomares                  | Santa                     |                |
| 1973 | Sagarana, o Duelo                | Mariana                   |                |
| 1973 | Os Homens Que Eu Tive            | Bia                       |                |
| 1974 | A Cartomante                     | Rita                      |                |
| 1975 | Pecado na Sacristia              | Dona Elza                 |                |
| 1975 | Guerra Conjugal                  | Olga                      |                |
| 1976 | Noite sem Homem                  | Brigitte / Maria do Carmo |                |
| 1977 | Barra Pesada                     | Mãe de Queró              |                |
| 1978 | O Cortiço                        | Estela                    |                |
| 1979 | Muito Prazer                     | Nádia                     |                |
| 1979 | Amor e Traição                   | Mira                      |                |
| 1982 | Luz del Fuego                    | Mulher de Gaspar          |                |
| 1982 | O Homem do Pau-Brasil            | Oswald de Andrade 1       |                |
| 1983 | O Rei da Vela                    | Heloísa de Lesbos         |                |
| 1999 | Ano Novo                         | Vidente                   | Curta-metragem |
| 2016 | Nova Amsterdam                   | Bernarda                  |                |
| 2018 | Possessões                       | Rosana                    |                |
| 2019 | Domingo                          | Laura                     |                |
| 2024 | O Clube das Mulheres de Negócios | Donatela                  |                |

Direção
| Ano  | Título                       |
| ---- | ---------------------------- |
| 1982 | In vino veritas              |
| 1991 | Índia - O Caminho dos Deuses |

## Teatro
- 1959 - Um Gesto por Outro
- 1960 - A Cantora Careca
- 1961 - O Beijo no Asfalto
- 1961 - O Despacho
- 1962 - Quatro num Quarto
- 1963 - Pequenos Burgueses
- 1964/1965 - Toda Donzela Tem um Pai que É uma Fera
- 1966 - O Sr. Puntila e seu criado Matti
- 1966 - Os Inimigos
- 1967 - Quatro num Quarto
- 1967 - O Rei da Vela
- 1968 - O Poder Negro
- 1968 - Galileu Galilei
- 1969 - Na Selva das Cidades
- 1973 - O Prisioneiro da Segunda Avenida
- 1974 - O Ministro e a Vedete
- 1975 - Simbad, o Marujo
- 1976 - Vivaldino, Criado de Dois Patrões
- 1978 - Fico Nua
- 1981 - As Criadas
- 1983 - Édipo rei
- 1984 - Amor em Campo Minado
- 1986 - 3 X 21 de Abril
- 1988 - Uma Só Andorinha não faz Verão
- 1992 - Brida
- 1993 - Maria Minhoca
- 1995 - O Amante de Tiradentes
- 1995 - Navalha na Carne
- 1997 - O Capataz de Salema
- 1999 - Um Equilíbrio Delicado
- 2000/2001 - Vassah, A Dama de Ferro
- 2005 - DNA - Nossa Comédia
- 2022 - Paixão Viva[25]